# Lepidiella pickeringi
Lepidiella pickeringi är en tvåvingeart som beskrevs av Quate 1999. Lepidiella pickeringi ingår i släktet Lepidiella och familjen fjärilsmyggor. Inga underarter finns listade i Catalogue of Life.